# Чева
Чева (итал. Ceva) је насеље у Италији у округу Кунео, региону Пијемонт.
Према процени из 2011. у насељу је живело 4378 становника. Насеље се налази на надморској висини од 381 м.

## Становништво
Према резултатима пописа становништва 2011. у општини је живело 5.757 становника.
| 1936. | 1951. | 1961. | 1971. | 1981. | 1991. | 2001. | 2011. |
| ----- | ----- | ----- | ----- | ----- | ----- | ----- | ----- |
| 5.534 | 5.581 | 5.052 | 5.221 | 5.645 | 5.568 | 5.729 | 5.757 |

## Партнерски градови
- Le Val